# Ermanno Vallazza
Ermanno Vallazza (né le 6 mai 1899 à Boca, dans la province de Novare, dans le Piémont, et mort le 30 janvier 1978 dans sa ville natale) est un coureur cycliste italien, professionnel entre 1924 et 1931.

## Palmarès
- 1920
  - 2e de la Coppa Stella Alpina

- 1923
  -  Champion d'Italie sur route amateurs
  - Coppa Prealpina
  - 7e du championnat du monde sur route amateurs
  - 9e de Tour de Lombardie

- 1925
  - 3e du Tour de Lombardie 
  - 6e du Tour d'Italie

- 1926
  - Coppa Placci
  - 3e du Tour de Lombardie
  - 4e du Tour d'Italie
  - 6e de Milan-San Remo

- 1927
  - 2e de Milan-Modène
  - 4e du Tour d'Italie

- 1928
  - 3e du Tour de Romagne

## Résultats sur les grands tours

### Tour d'Italie
- 1924 : abandon
- 1925 : 6e
- 1926 : 4e
- 1927 : 4e
- 1929 : 23e

### Tour de France
- 1924 : 13e